# ヴァレンタイン・オーフレイム
ヴァレンタイン・オーフレイム（Valentijn Overeem、1976年8月17日 - ）は、オランダの男性総合格闘家。ユトレヒト州アメルスフォールト出身。ゴールデン・グローリー所属。ブラジリアン柔術黒帯。
総合格闘家、キックボクサーのアリスター・オーフレイムは実弟。

## 来歴
15歳からキックボクシングを始め、クリス・ドールマンの下でグラウンド・テクニックを習得した。
リングスに参戦する前の1997年に、キックボクシングルールで無名時代のレミー・ボンヤスキーと対戦したことがある(KO負け）。
日本やオランダのリングスに数多く出場。リングス KING of KINGS 1999初戦でアントニオ・ホドリゴ・ノゲイラと対戦し、V1アームロックで一本負けを喫した。
翌年のリングス KING of KINGS 2000では、スレン・バラチンスキー、レナート・ババル、山本宜久、ランディ・クートゥアの全てからKOまたは一本勝ちし、決勝進出を決めた。決勝戦で因縁のアントニオ・ホドリゴ・ノゲイラと対決するが、1ラウンド1分20秒で肩固めにより敗退。
その後、PRIDE等に出場するも、2年間で11戦2勝と戦績は振るわなかった。
2003年12月12日、クロアチアで開かれた総合格闘技大会トーナメント「DF - Durata World Grand Prix 3」では全試合一本勝ちで優勝を果たした。
2005年3月26日、HERO'Sで大山峻護と対戦し、アンクルホールドで一本負けを喫した。
2005年6月12日、オランダで行われたIT'S SHOWTIMEでギルバート・アイブルと対戦、腕ひしぎ十字固めで一本負けを喫した。
2008年8月24日、戦極初参戦となった戦極 〜第四陣〜で高橋和生と対戦し、右跳び膝蹴りでKO勝ちを収めた。
2011年2月12日、Strikeforce初参戦となったStrikeforce: Fedor vs. Silvaのワールドグランプリ リザーブマッチでレイ・セフォーと対戦し、ネッククランクによる一本勝ちを収めた。

## エピソード
2001年12月23日に行われた「PRIDE.18」でイゴール・ボブチャンチンとレスリングシューズを履いた状態で対戦し、ヒールホールドで一本負けを喫したことについて、試合後インタビューで「次回からはシューズを履かないようにする。絶対もうシューズは履かない」と語っていたが、1年後の「PRIDE.24」に参戦した際にはレスリングシューズを履いていた。さらに、2005年3月の「HERO'S」旗揚げ興行に参戦した際にもレスリングシューズを履いており、それが災いし、大山峻護にアンクルホールドで一本負けを喫している。

## 戦績
| 総合格闘技 戦績 | 総合格闘技 戦績 | 総合格闘技 戦績 | 総合格闘技 戦績 | 総合格闘技 戦績 | 総合格闘技 戦績 | 総合格闘技 戦績 |
| --------------- | --------------- | --------------- | --------------- | --------------- | --------------- | --------------- |
| 67 試合         | (T)KO           | 一本            | 判定            | その他          | 引き分け        | 無効試合        |
| 33 勝           | 13              | 19              | 1               | 0               | 0               | 0               |
| 34 敗           | 14              | 19              | 1               | 0               | 0               | 0               |

| 勝敗 | 対戦相手                       | 試合結果                                 | 大会名                                                                                  | 開催年月日     |
| ×    | ミハイル・モフナトキン         | 1R 4:45 ギブアップ（打撃）               | Fight Nights: Battle of Moscow 14                                                       | 2013年12月7日  |
| ×    | コンスタンチン・グルチョフ     | 1R 2:48 KO（膝蹴り）                     | PFC 5: Clash of the Titans 【PFCヘビー級タイトルマッチ】                                | 2013年4月27日  |
| ×    | エフゲニー・エロヒン           | 1R 4:43 ギブアップ（パンチ連打）         | FEFoMP: Battle of Empires 2                                                             | 2012年12月15日 |
| ×    | ミハル・キタ                   | 1R 4:03 ギロチンチョーク                 | Oktagon 2012                                                                            | 2012年3月24日  |
| ○    | マーティン・ロザルスキー       | 1R 2:24 ヒールフック                     | KSW 18: Unfinished Sympathy                                                             | 2012年2月25日  |
| ×    | チャド・グリッグス             | 1R 2:55 ギブアップ（パウンド）           | Strikeforce: Overeem vs. Werdum                                                         | 2011年6月18日  |
| ○    | レイ・セフォー                 | 1R 1:37 ベースボールチョーク             | Strikeforce: Fedor vs. Silva 【ワールドグランプリ ヘビー級トーナメント リザーブマッチ】 | 2011年2月12日  |
| ○    | カタリン・ズマランデスク       | 1R 0:40 KO（膝蹴り）                     | K-1 WORLD GP 2010 Bucharest                                                             | 2010年5月21日  |
| ○    | テンギズ・テドラゼ             | 1R 0:07 KO（ハイキック）                 | Pancrase Fighting Championship 2                                                        | 2010年4月17日  |
| ×    | ラファル・ダブロウスキ         | 1R 1:17 ギブアップ（パウンド）           | Beast of the East                                                                       | 2009年11月14日 |
| ×    | ニコライ・オニキエンコ         | 1R 0:40 TKO（ドクターストップ）          | GLORY 11: A Decade of Fights                                                            | 2009年10月17日 |
| ○    | 高橋和生                       | 1R 2:42 KO（右跳び膝蹴り）               | 戦極 〜第四陣〜                                                                         | 2008年8月24日  |
| ○    | ササ・ラジック                 | 1R チキンウィングアームロック            | Lord of the Ling: Schilt vs. Guelmino                                                   | 2008年1月12日  |
| ×    | ミルコ・ヴーン                 | 1R 0:45 チョークスリーパー               | King of the Ring                                                                        | 2006年3月25日  |
| ×    | ギルバート・アイブル           | 1R 4:30 腕ひしぎ十字固め                 | IT'S SHOWTIME: Amsterdam Arena                                                          | 2005年6月12日  |
| ×    | 大山峻護                       | 1R 1:28 アンクルホールド                 | HERO'S                                                                                  | 2005年3月26日  |
| ×    | クレジミール・ボグダノヴィッチ | 1R TKO                                   | Ultimate Nokaut 1                                                                       | 2005年3月11日  |
| ○    | ロス・ポイントン               | 1R 0:59 TKO                              | Anarchy Fight Night                                                                     | 2005年2月20日  |
| ×    | デイブ・ダルグリーシュ         | KO（パンチ連打）                         | 2 Hot 2 Handle                                                                          | 2004年10月10日 |
| ○    | アウティミオ・アントニア       | KO                                       | CFC 1: Cage Carnage                                                                     | 2004年7月11日  |
| ○    | アンドレイ・ルダコフ           | アームロック                             | DF: Durata World Grand Prix 3 【決勝】                                                  | 2003年12月12日 |
| ○    | ミルコ・ヴーン                 | 1R サイドチョーク                        | DF: Durata World Grand Prix 3 【準決勝】                                                | 2003年12月12日 |
| ○    | ローマン・サヴォチカ           | 1R フロントチョーク                      | DF: Durata World Grand Prix 3 【1回戦】                                                 | 2003年12月12日 |
| ×    | デイブ・ベイダー               | 1R 3:22 KO（パンチ）                     | IT'S SHOWTIME: Amsterdam Arena                                                          | 2003年6月8日   |
| ×    | ミッコ・ルッポネン             | 15分1R終了 判定                          | Fight Festival 7                                                                        | 2003年5月19日  |
| ×    | イブラヒム・マゴメドフ         | 1R 3:20 TKO（パンチ連打）                | M-1 MFC: Russia vs. The World 5                                                         | 2003年4月6日   |
| ×    | ロン・ウォーターマン           | 1R 2:18 V1アームロック                   | PRIDE.24                                                                                | 2002年12月23日 |
| ×    | ロドニー・ファベイラス         | 1R ギブアップ                            | 2H2H 5: Simply the Best 5                                                               | 2002年10月13日 |
| ×    | アーロン・ブリンク             | 1R 2:24 TKO（パンチ連打）                | WFA 2: Level 2                                                                          | 2002年7月5日   |
| ○    | マーク・エマニュエル           | 1R TKO（ローキック）                     | 2H2H 4: Simply the Best 4                                                               | 2002年3月17日  |
| ×    | イゴール・ボブチャンチン       | 1R 4:35 ヒールホールド                   | PRIDE.18                                                                                | 2001年12月23日 |
| ×    | アスエリオ・シウバ             | 1R 2:47 ヒールホールド                   | PRIDE.15                                                                                | 2001年7月29日  |
| ×    | ゲーリー・グッドリッジ         | 1R 2:39 ギブアップ（グラウンドの膝蹴り） | PRIDE.14                                                                                | 2001年5月27日  |
| ○    | イアン・フリーマン             | 1R 1:42 TKO（ドクターストップ）          | 2H2H 2: Simply the Best                                                                 | 2001年3月18日  |
| ×    | アントニオ・ホドリゴ・ノゲイラ | 1R 1:20 肩固め                           | リングス KING of KINGS GRAND-FINAL 【決勝】                                             | 2001年2月24日  |
| ○    | ランディ・クートゥア           | 1R 0:56 フロントチョーク                 | リングス KING of KINGS GRAND-FINAL 【準決勝】                                           | 2001年2月24日  |
| ○    | 山本宜久                       | 1R 0:45 腕ひしぎ十字固め                 | リングス KING of KINGS GRAND-FINAL 【準々決勝】                                         | 2001年2月24日  |
| ○    | ジェレル・ヴェネチアン         | 1R 1:27 アンクルホールド                 | IT'S SHOWTIME: Christmas Edition                                                        | 2000年12月12日 |
| ○    | レナート・ババル               | 1R 2:19 アンクルホールド                 | リングス KING of KINGS Aブロック 【2回戦】                                              | 2000年10月9日  |
| ○    | スレン・バラチンスキー         | 1R 2:13 TKO（打撃）                      | リングス KING of KINGS Aブロック 【1回戦】                                              | 2000年10月9日  |
| ○    | ジョー・スリック               | 1R 0:36 アキレス腱固め                   | リングス Millennium Combine III                                                         | 2000年8月23日  |
| ×    | トム・サワー                   | 1R 0:35 KO（パンチ連打）                 | Rings USA: Rising Stars Block B 【RISING STARS ヘビー級 2回戦】                         | 2000年7月22日  |
| ○    | トゥリー・クリハーパイ         | 1R 2:05 腕ひしぎ十字固め                 | Rings USA: Rising Stars Block B 【RISING STARS ヘビー級 1回戦】                         | 2000年7月22日  |
| ○    | ブラッド・コーラー             | 1R 0:31 膝十字固め                       | リングス Millennium Combine II                                                          | 2000年6月15日  |
| ○    | ファティス・コチャミス         | 2R 0:47 KO（パンチ）                     | Rings Holland: RINGS Fightnight rocks Utrecht!                                          | 2000年6月4日   |
| ×    | ラバザノフ・アフメッド         | 1R 3:50 アキレス腱固め                   | Rings Russia: Russia vs. The World                                                      | 2000年5月20日  |
| ○    | デニス・リード                 | 1R 0:28 フロントチョーク                 | 2 Hot 2 Handle 1                                                                        | 2000年3月5日   |
| ×    | 金原弘光                       | 1R 4:14 KO（パンチ）                     | Rings Holland: There Can Only Be One Champion                                           | 2000年2月6日   |
| ×    | アントニオ・ホドリゴ・ノゲイラ | 1R 1:51 V1アームロック                   | リングス RISE 6th KING of KINGS Aブロック 【1回戦】                                     | 1999年10月28日 |
| ×    | 山本宜久                       | 3:35 TKO（左鎖骨負傷）                   | リングス BATTLE GENESIS Vol.5                                                           | 1999年9月15日  |
| ○    | 金原弘光                       | 4:35 TKO（タオル投入）                   | リングス RISE 3rd                                                                       | 1999年5月22日  |
| ×    | 山本宜久                       | 2:40 腕ひしぎ十字固め                    | リングス RISE 1st                                                                       | 1999年3月22日  |
| ×    | 田村潔司                       | 6:08 腕ひしぎ十字固め                    | リングス 前田日明引退試合 〜THE FINAL〜                                                 | 1999年2月21日  |
| ×    | ギルバート・アイブル           | 0:36 TKO（肩の負傷）                     | FREE-FIGHT GALA '98: Who's The Boss                                                     | 1998年6月7日   |
| ○    | 田村潔司                       | 3:56 アキレス腱固め                      | リングス FIGHTING INTEGRATION 2nd                                                       | 1998年4月16日  |
| ○    | 山本健一                       | 6:39 TKO（タオル投入）                   | リングス FIGHTING INTEGRATION 1st                                                       | 1998年3月28日  |
| ○    | デクスター・ケイシー           | 1R 1:50 フロントチョーク                 | Night of the Samurai 1                                                                  | 1998年3月7日   |
| ○    | クリストファー・ヘイズマン     | 5分2R終了 判定3-0                        | FREE-FIGHT GALA '98: The King of Rings                                                  | 1998年2月8日   |
| ×    | 坂田亘                         | 2:16 アンクルホールド                    | リングス FIGHTING EXTENSION 1997 Vol.7                                                  | 1997年9月26日  |
| ○    | キース・ベイゼムス             | 1R 0:49 ヒールホールド                   | Rings Holland: Utrecht at War                                                           | 1997年6月29日  |
| ×    | 長井満也                       | 4:58 ヒールホールド                      | リングス FIGHTING EXTENSION 1997 Vol.3                                                  | 1997年5月23日  |
| ×    | 成瀬昌由                       | 12:05 TKO（レフェリーストップ）          | リングス BATTLE GENESIS Vol.1 【トーナメント21 1回戦】                                  | 1997年4月4日   |
| ○    | 成瀬昌由                       | 1R 3:58 TKO（ドクターストップ）          | Rings Holland: The Final Challenge                                                      | 1997年2月2日   |
| ×    | 坂田亘                         | 6:42 腕ひしぎ十字固め                    | リングス MAELSTROM 5th                                                                  | 1996年7月16日  |
| ○    | ジェロエン・ウェアリング       | 1R KO                                    | Fight Gala: Mix Fight Night                                                             | 1996年6月15日  |
| ○    | ツェルク・フェルマネン         | 1R 3:05 裸絞め                           | FREE-FIGHT GALA 1996: Kings of Martial Arts                                             | 1996年2月18日  |

## 獲得タイトル
- Durata Fights Durata World Grand Prix 3 優勝（2003年）